# 东部运河

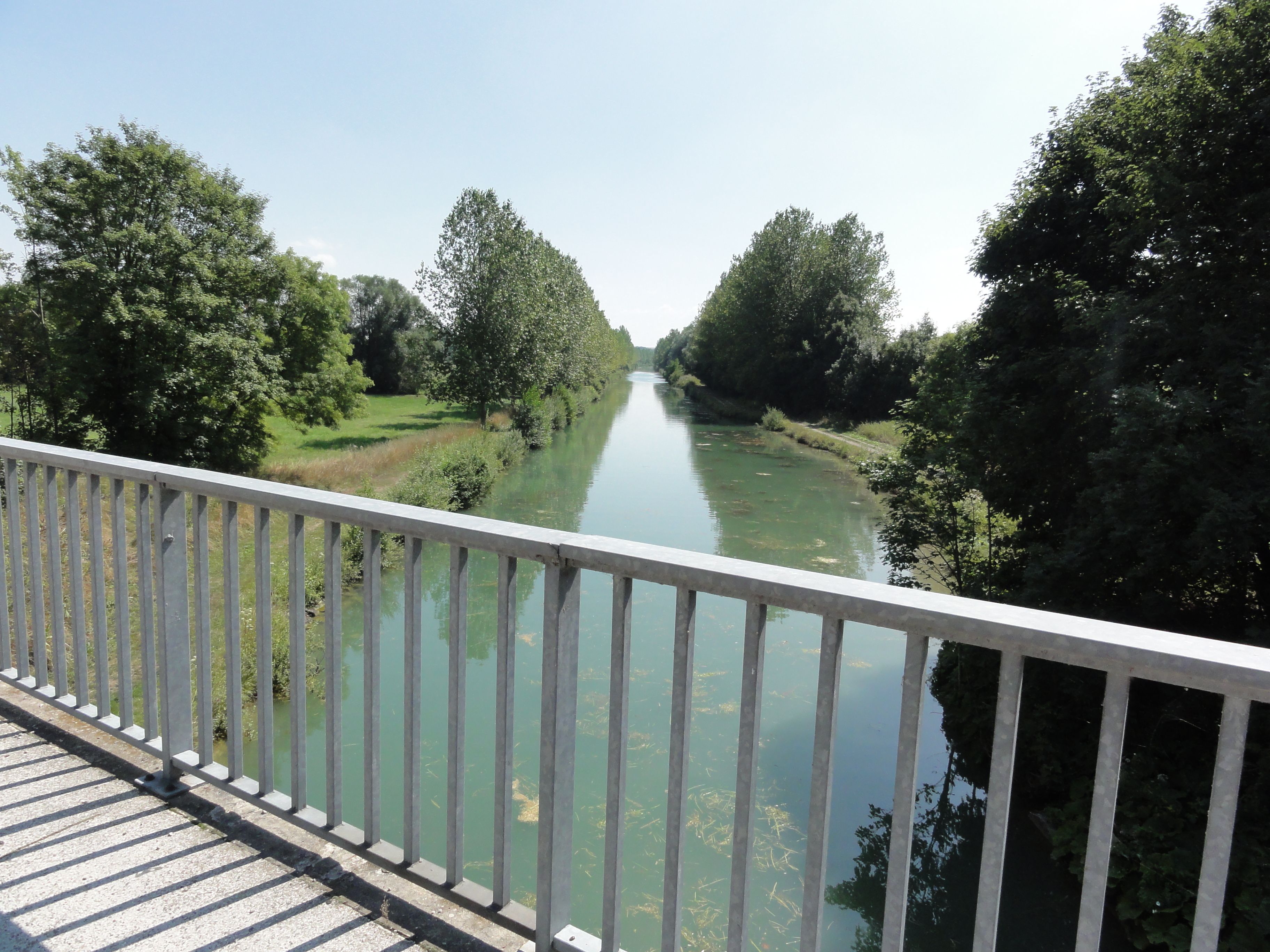
东部运河

东部运河（法語：Canal de l’Est，法語發音：[kanal də lɛst]）是法国默兹河、摩澤爾河与索恩河之间的一条运河的旧称。2003年，该运河被重新命名：
- 北段命名为默兹河运河（法語：Canal de la Meuse）
- 南段命名为孚日运河（法語：Canal des Vosges）